# 叡山版
叡山版（えいざんばん）とは、中世から近世にかけて比叡山延暦寺及びその子院で刊行された書物のこと。

## 概要
鎌倉時代に発生したとされ、最古のものとして承詮という延暦寺の僧侶が日吉大社に奉納するために弘安2年（1279年）から17年かけて刊行した法華三大部及びその注疏90巻が知られている。近世初期（慶長・元和年間）に木活字を用いた古活字版が延暦寺やその子院で盛んに刊行された。寛永年間以後、刊行の担い手は寺院から比叡山門前の本屋に移っていった。